# سیارک ۱۳۶۲۷
سیارک ۱۳۶۲۷ (به انگلیسی: 13627 Yukitamayo، نامگذاری:1995VP1)۱۳۶۲۷مین سیارک کشف شده‌است که در ۱۵ نوامبر ۱۹۹۵ کشف شد.